# Trophée Terry-Evanshen
Le trophée Terry-Evanshen est un trophée remis annuellement au joueur qui est considéré le meilleur de la division Est de la Ligue canadienne de football (LCF), choisi parmi les candidats proposés par chaque équipe de la division. C'est le gagnant de ce trophée, ou celui du trophée Jeff-Nicklin pour la division Ouest, qui sera choisi joueur par excellence de la Ligue canadienne de football.
Ce trophée a été nommé en l'honneur de Terry Evanshen, un joueur vedette de la Ligue canadienne de football qui a joué de 1965 à 1978 pour les Alouettes de Montréal, les Stampeders de Calgary, les Tiger-Cats de Hamilton et les Argonauts de Toronto. Un grave accident d'automobile survenu en 1988 lui a fait perdre tout souvenir de sa vie passée, et après une longue et difficile convalescence, il réussit maintenant à mener une vie normale.
En 1994, la LCF a créé le trophée Terry-Evanshen pour récompenser le joueur jugé le meilleur de la division Est. Il remplaçait le trophée Jeff-Russel qui fut officiellement retiré à la demande de la famille Russel. Pour la saison 1995, le trophée a été remis au meilleur joueur de la division Sud, qui n'a existé que cette année-là.

## Lauréats
Pour la signification des abréviations, voir Glossaire des positions au football canadien.
- 1994 - Mike Pringle (DO), CFLers de Baltimore
- 1995 - Mike Pringle (DO), Stallions de Baltimore
- 1996 - Doug Flutie (QA), Argonauts de Toronto
- 1997 - Doug Flutie (QA), Argonauts de Toronto
- 1998 - Mike Pringle (DO), Alouettes de Montréal
- 1999 - Danny McManus (QA), Tiger-Cats de Hamilton
- 2000 - Mike Pringle (DO), Alouettes de Montréal
- 2001 - Khari Jones (QA), Blue Bombers de Winnipeg
- 2002 - Anthony Calvillo (QA), Alouettes de Montréal
- 2003 - Anthony Calvillo (QA), Alouettes de Montréal
- 2004 - Anthony Calvillo (QA), Alouettes de Montréal
- 2005 - Damon Allen (QA), Argonauts de Toronto
- 2006 - Charles Roberts (en)(DO), Blue Bombers de Winnipeg
- 2007 - Kevin Glenn (en) (QA), Blue Bombers de Winnipeg
- 2008 - Anthony Calvillo (QA), Alouettes de Montréal
- 2009 - Anthony Calvillo (QA), Alouettes de Montréal
- 2010 - Anthony Calvillo (QA), Alouettes de Montréal
- 2011 - Anthony Calvillo (QA), Alouettes de Montréal
- 2012 - Chad Owens (RÉ/SRB), Argonauts de Toronto
- 2013 - Ricky Ray (en) (QA), Argonauts de Toronto
- 2014 - Ricky Ray (QA), Argonauts de Toronto
- 2015 - Henry Burris (QA), Rouge et Noir d'Ottawa
- 2016 - Ernest Jackson (en) (RÉ), Rouge et Noir d'Ottawa
- 2017 - Ricky Ray (QA), Argonauts de Toronto
- 2018 - Jeremiah Masoli (QA), Tiger-Cats de Hamilton
- 2019 - Brandon Banks (RÉ), Tiger-Cats de Hamilton
- 2020 - Saison annulée
- 2021 - William Stanback (en) (DO), Alouettes de Montréal
- 2022 - Eugene Lewis (en) (RÉ), Alouettes de Montréal[2]
- 2023 - Chad Kelly (QA), Argonauts de Toronto[3]
- 2024 - Bo Levi Mitchell (QA), Tiger-Cats de Hamilton[4]

Voir trophée Jeff-Russel pour les lauréats précédents du titre de joueur par excellence de la division Est.